# Uromys emmae
Uromys emmae — вид гризунів родини мишевих (Muridae). Він відомий лише з острова Ові, невеликого острова розміром близько одного квадратного кілометра приблизно в 5 км на південь від острова Біак, Індонезія. Нічого не було записано про природну історію цього виду. Імовірно, він зустрічається у вологих тропічних лісах.